# Araukánok könyve
Az Araukánok könyve (eredeti spanyol címe: La Araucana) Alonso de Ercilla spanyol költő eposza 37 énekben. A 16. század második felében keletkezett és három részben: 1569-ben, 1578-ban és 1589-ben jelent meg.
Az ún. spanyol aranykorban rendkívül népszerű volt. „Ez az egyetlen spanyol epikus költemény, amely túlélte a századok és az ízlések változását napjainkig.”
Magyarul is három részben, 2006-2008-ban jelent meg, Simor András fordításában.

## Előzménye
Alonso de Ercilla fiatalon, 1556-ban érkezett Amerikába Chile leendő kormányzójával, Jerónimo de Alderete spanyol konkvisztádorral, aki azonban útközben Panamában meghalt. A költő Peruban csatlakozott García Hurtado de Mendozához, akit Chile új kormányzójának és a spanyol hódítók főparancsnokának neveztek ki, hogy megtörje az őslakosok ellenállását. A következő évben Alonso de Ercilla részt vett az araukánok elleni véres hadjáratban, a jelentősebb csatákban, és az indiánok vezére, Caupolicán halálának is (1558) tanúja volt. Egy összetűzés miatt azonban García Hurtado de Mendoza elfogatta, halálra ítélte, de végül megkegyelmezett neki, így Ercilla Peruba távozhatott és onnan 1562-ben tért vissza Spanyolországba.

## Ismertetése
Az eposz tárgya korabeli történelmi esemény: a 16. század második felében a spanyol konkvisztádorok és a chilei őslakos araukánok háborúja, melyben a szerző maga is részt vett.
Az előszóban a költő leírja, hogy többek között levelekre, bőrdarabokra, fakéregre jegyezgette le megfigyeléseit és tapasztalatait. Korábbi jegyzetei, emlékei, beszélgetései alapján írta meg költeményét, melynek első részét 1569-ben tette közzé, II. Fülöp spanyol királynak ajánlva. Később tovább írta művét, nagy megszakításokkal két évtizeden át, de az alkotási folyamat részleteit nem ismerjük. A 37 énekből álló hősköltemény első része 15, a második rész 14, a harmadik 8 énekből áll. Az egész mű nyolcsoros octava strófában íródott, rímképlete abababcc:
A két hajóhad egymást közelítve
szigorú rendben és szigorú sorban,
két erdőre emlékeztettek szintre,
hisz valósággal egybenőttek ottan.
Éles fegyverek villogtak a vízre,
Tükörképüket nézték a habokban,
Szemek kápráztak, minő csuda látvány,
Ámulva visszfényeknek messzi táncán.
(Huszonnegyedik ének, 111. oldal)
Az első rész a háború előtörténetét és kezdeti eseményeit írja le, melyeket a spanyolok első vezére, Pedro de Valdivia irányít, az őslakosok részéről az indián vezér, Lautaro. Csatajelenetek, hősies tettek, mozgalmas epizódok, az araukánok bátorságának rajza, a helyi természet és környezet képei jellemzik ezt a részt. A második részben folytatódik az araukán háború története. Rögtön az elejétől maga a szerző is belép a költeménybe mint a harcok, hőstettek részvevője és mint a két szembenálló erő énekese. A második és a harmadik részt új elemek is élénkítik, köztük a szerelmi szálak (Ludovico Ariosto „Orlando furioso”-jának mintájára) és a központi témától távol eső korabeli események: a saint-quentini csata (1557) és a későbbi lepantói csata (1571) leírása. Az eposz „itt valódi világképet mutat fel, mégpedig egy sajátságos megérzéssel” – írja egy 21. századi itthoni méltatás. – „Ám megjelenik itt sok-sok más is: Szigetvár ostroma, Erdély helyzete, az egész Európa, Ázsia meg az Újvilág korrajza, mindez nemcsak térképszerű leírásként, hanem élő, színes képpé varázsolva, mintha mai tévén néznők.” Ezzel és a harmadik részben a mitológiai Dido epizódjaival persze fellazul a cselekmény, megbomlik a mű egysége, és az ismétlődő csataleírások is terjengőssé teszik a költeményt.
Kiemelkedő vonása a műnek a tárgyilagos ábrázolás, ami más eposzokból általában hiányzik. Ercilla igazi kegyetlen, de szabadságukat hősiesen védő vadembereknek ábrázolja az araukánokat. Gyakran még rokonszenvesebbnek is rajzolja őket (pl. Caupolican kiemelkedő alakját), mint a spanyolokat, akik között maga is hősiesen harcol. Ezt a tárgyilagos ábrázolást honfitársai rossz néven is vették tőle. Minden tárgyilagossága mellett is azonban néha elragadja szónoki heve, és pl. még az araukán főnök Colocolo szájába is alig hihetően patetikus hangú beszédet ad. A költő bőven merít a görög mitológiából, bár sokkal kevesebbet, mint kortársa, a portugál Luís de Camões A lusiadák című eposzában. A csodás elemekkel azonban szűkösen bánik, sokkal gyakrabban ábrázol valóságos karaktereket, reálisabb részleteket, sőt népies, humoros részeket is. Az egyes csaták részleteinek leírása, az öreg Caupolican főnök karóba húzatása is a való életből vett jelenetek.

### Hitelessége
A mű megírása során a költő saját tapasztalatain kívül más forrásokra is igyekezett támaszkodni. Többször is említi, hogy a költeményben ábrázolt történet valóságos, és megírásához előzetes vizsgálódásokat folytatott. Későbbi méltatói, köztük Jean Racine és Friedrich von Schlegel éppen a túlzott valószerűséget tartották az eposz hibájának. Nálunk Kőrösi Albin vélte úgy, hogy „a történeti igazsághoz való szolgai ragaszkodás” nem vált a költemény előnyére.
Jóval későbbi vizsgálódások azonban úgy találták, hogy „az Araukánok könyve versszakainak csupán hatodrésze valóban tanúbizonyság szerűen igaz. A kitalált szerelmi epizódok, a történelmi események, melyeknél [a költő] nem volt jelen, az araukánok életének leírása (ideértve a haditanácsaikat, vitáikat és szónoklataikat), vagyis a legtöbb történelmi, fiktív, földrajzi, sőt etnográfiai kitérő a szerző fantáziájának a szülötte, vagy másodlagos forrásból származik.”
Az Araukánok könyve természetesen költői ihlettel és fantáziával megírt, színes képekben és élénk epizódokban bővelkedő hősköltemény, nem pedig történelmi krónika. Ezzel együtt koráról és a chilei háborúról nagyon sok megbízható, hiteles részletet tartalmaz. A maga korában bizonyosan valós, hiteles történetek sorának tekintették, és nagyon népszerű volt. A 16. század folyamán egészében vagy részeiben tizennyolcszor jelent meg. Cervantes és Lope de Vega is lelkesen nyilatkozott róla.
Az eposz a spanyol irodalom kiemelkedő alkotása, de költőjét a chileiek is magukénak tekintik, irodalmuk egyik alapítójának tartják, aki elsőként énekelte meg az ország őslakosainak fennmaradásukért folytatott, hősi küzdelmét.

## Magyarul
A teljes művet Araukánok könyve címen Simor András fordította magyarra. Kiadta az Eötvös József Könyvkiadó három részben: 2006-ban, 2007-ben és 2008-ban. A magyar nyelvű kiadást a budapesti Cervantes Intézettel és az Eötvös József Könyvkiadóval közös rendezvényen mutatták be a második rész megjelenésekor, 2007. december 10-én az Országos Idegennyelvű Könyvtárban. A harmadik rész megjelenése után a mű magyarra fordításának néhány kérdéséről Simor András tartott előadást a Cervantes Intézetben.
- Araukánok könyve, 1-3.; ford., utószó Simor András, ill. Amaya Clunes; Eötvös, Bp., 2006–2008.